# Paneurhythmie
 Paneurhythmie ist innerhalb der okkulten Schule der Universellen Weißen Bruderschaft ein System von rituellen tänzerischen Übungen. Es wurde zwischen 1934 und 1942 von Petar Danow (Meister Beinsa Douno) in Bulgarien entwickelt.

## Lehre
Die Paneurhythmie wird verstanden als ein geistiger Tanz, der die physischen, geistigen und mentalen Funktionen des Menschen durch plastische, von Musik begleitete, rhythmische Bewegungen in Harmonie bringen soll. Der Mensch soll dadurch eine harmonische Verbindung mit der Natur, mit Gott und mit dem Universum aufbauen und sein Wesen in Einklang mit den kosmischen Schwingungen und Energien bringen. Sie soll helfen, eine Verbindung zu den übersinnlichen Welten aufzubauen. Der Tanzende soll den "neuen Menschen" in sich bilden und seine Vervollkommnung fördern.
„Bei der Paneurhythmie begrüßt und empfängt der Mensch das Göttliche und das Mächtige, das das Universum errichtet und für die große Idee des Lebens arbeitet.“

## Praxis

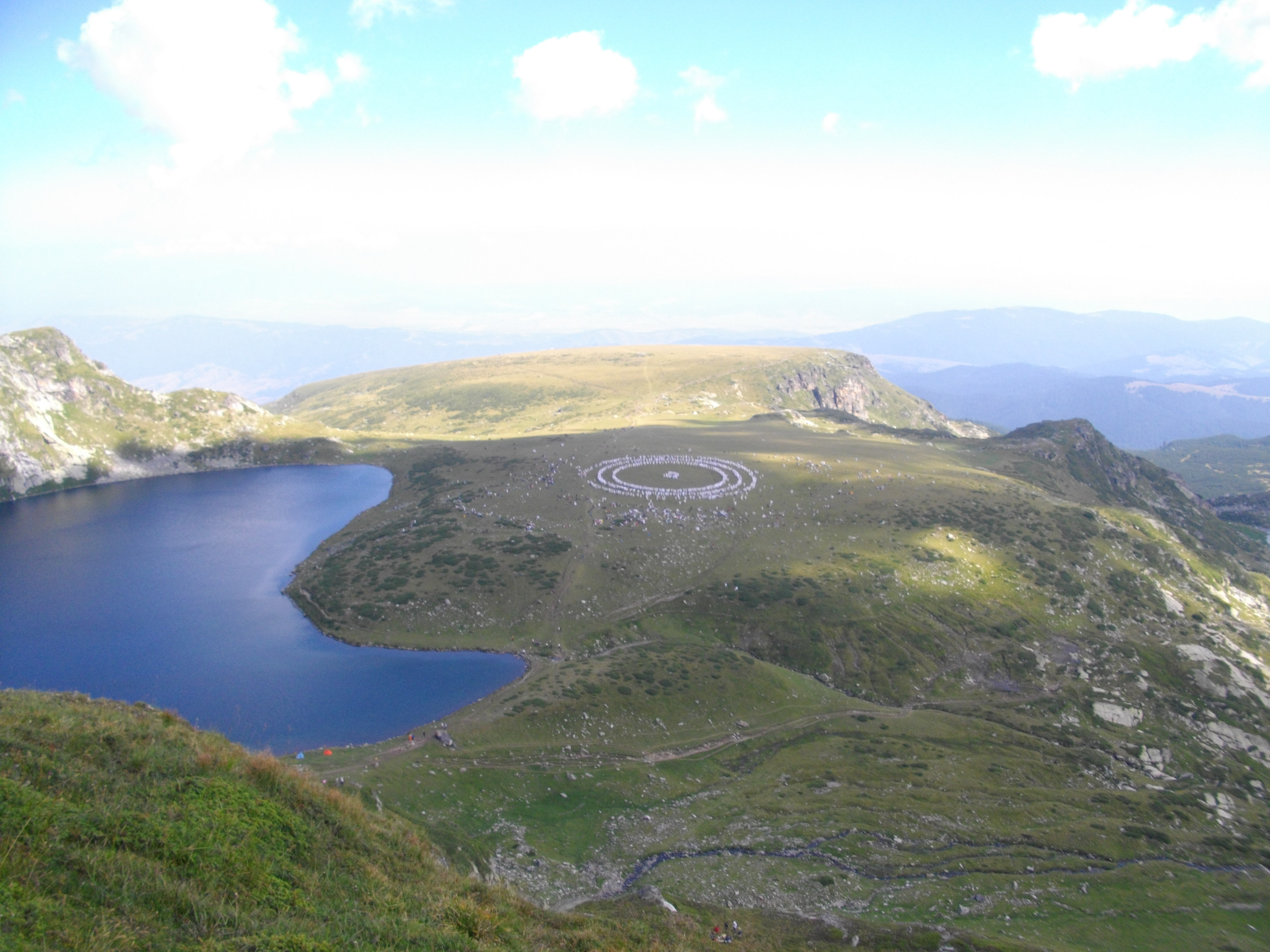
Paneurhythmie-Tanz am See „Die Niere“ – einer der Sieben Rila-Seen

Die Paneurhythmie besteht aus dreißig rhythmischen Übungen, die in drei Zyklen unterteilt sind und zusammen etwa eine Stunde dauern. Der erste Zyklus namens „Paneurhythmie“ beinhaltet 28 Übungen, die wiederum in vier, nach den Jahreszeiten benannten Gruppen eingeteilt sind. Die ersten zehn Übungen des „Frühling“ sollen den Gläubigen aus der materiellen Welt auf den Weg in die geistige Sphäre führen. Die folgenden zehn Übungen des „Sommer“ werden als Phase der Bewusstseinserweiterung und der Entfaltung der inneren Kräfte verstanden. Die anschließenden insgesamt acht Übungen des „Herbst“ und „Winter“ stehen für den Eintritt in eine geistige Welt.
Beim zweiten Zyklus, dem „Sonnenstrahlen“-Zyklus, reihen sich die Tänzer in Reihen wie Strahlen auf, die von der Sonne als dem göttlichen Ursprung ausgehen. Die Aufstellung enthält in stilisierter Form Elemente des bulgarischen Volkstanzes Ratschenitza. Der abschließende und kürzeste dritte Zyklus heißt „Pentagramm“. Die Tänzer formieren sich zu einer fünfeckigen Figur, welche als Symbol des „kosmischen Menschen“ die von Danow verkündeten fünf Prinzipien verkörpern soll: Liebe, Weisheit, Wahrheit, Gerechtigkeit und Tugend.
Um die harmonische Ordnung des Sonnensystems symbolisch nachzubilden, finden die Übungen in einem Kreis statt, der energetisch aufgeladen sein soll. Dabei bewegen sich die – unbegrenzt vielen – Tänzer in allen drei Zyklen paarweise gegen den Uhrzeigersinn um ein Zentrum. Meistens wird das Zentrum von den Musikern gebildet, die den Tanz mit der speziell für die Paneurhythmie komponierten Musik begleiten. Zu jeder einzelnen Übung wird eine bestimmte Melodie gespielt. Die Instrumentierung ist nicht festgelegt, jedoch wird die Geige bevorzugt verwendet. Paneurhythmie wird morgens in der Natur ausgeführt.
Während der „geistigen Sommerschule“ vom 1. bis 22. August jeden Jahres kommen seit 1920 jährlich tausende Menschen im Rilagebirge, im Bergkessel der Sieben Rila-Seen, zusammen, um die Paneurhythmie auf einer großen Wiese beim fünften See zu tanzen.